# Cool Joke
COOL JOKE es un conjunto de J-Rock (rock japonés) formado el año 2001, cuyos componentes son Ishikawa Hiroya (voz), Asabatake Suguru (guitarra) y Saitou Hiroyuki (batería). Su canción "UNDO", su tema más popular, ha sido utilizada como el Opening 3 de la adaptación anime de la famosa serie Fullmetal Alchemist. Esto ayudó a que el tema alcanzara la posición 11 del Ranking Oricon en su semana de lanzamiento.
El estilo de la banda es una mezcla entre Rock n' Roll, Rock de los '70 y el Rock japonés actual, dando como resultado un sonido de gran calidad, pero que al no ser para un público muy masivo les ha significado tener una muy pequeña cantidad de fanes en Japón. En su momento de mayor fama, en los años 2004 y 2005, ellos pertenecieron al sello discográfico Sony Music Japan con el cual lanzaron su primer álbum. Actualmente se desenvuelven como una banda independiente bajo el mismo sello con el cual iniciaron su carrera, high numbers dream.

## Discografía

### Álbumes
- [2005.10.26] COOL JOKE
- [2006.03.31] No.1
- [2008.11.12] Reality
- [2010.07.28] KING OF JOKE
- [2012.07.25] Riyuu ga nee (Hiroya Ishikawa Solo Album)

### Singles
- [2003.06.01] COOL JOKE
- [2003.08.01] Akatsuki no Rock n'Roll
- [2004.05.12] UNDO  [#11 Ranking Oricon][3]
- [2004.08.18] Ai no chikara [#106 Ranking Oricon][4]
- [2005.01.19] OK, full throttle  [#186 Ranking Oricon][5]
- [2005.09.21] Sekai Wa Kimi No Te No Naka Ni, Hikari Wa Uta No Naka Ni
- [2007.07.06] Kachou fuugetsu (Single digital)
- [2010.04.07] KING OF JOKE (Single Digital)
- [2010.05.06] Puka Puka (Single Digital)
- [2012.02.29] UNDO -8years later-